# Wolf Kampmann
Wolf Kampmann (Zwickau, 1962) is een Duitse auteur en muziekjournalist.

## Biografie
Kampmann kreeg na een studie bibliotheekwetenschap in Berlijn de opbouw van de systematische catalogus Musik und Bildende Kunst aan de Akademie der Künste van de DDR onder zijn hoede. Sinds 1990 is hij zelfstandig als journalist werkzaam met als zwaartepunt de muziek. Hij was van 1990 tot 1992 onder andere hoofdredacteur van het rocktijdschrift NMI & Messitch. Verder werkte hij voor vaktijdschriften als Musikexpress, Visions, Jazzthetik, Jazzthing, eclipsed en dagbladen als de Süddeutsche Zeitung, de Frankfurter Allgemeine Zeitung en de Jüdische Allgemeine en voor de radio, hier vooral voor Deutschlandradio en WDR 3. Sinds 2010 is hij leergemachtigde voor popgeschiedenis en journalistiek aan de Hochschule der populären Künste in Berlijn en voor jazzgeschiedenis aan het Jazz-Institut Berlin.
Sinds 2015 werkt Kampmann samen met de band Crack of Doom, waarmee hij onder andere muzikale aanpassingen van zijn boeken aanmaakt. 

## Onderscheidingen
Naar aanleiding van de jazzahead werd Kampmann in 2015 geëerd met de prijs voor de Duitse jazzjournalistiek.